# Бёгёт
Бёгёт (кирг. Бөгөт) — село в Ноокенском районе Джалал-Абадской области Кыргызстана. Входит в состав Массынского айылного аймака.

## География
Село расположено в южной части области, на расстоянии приблизительно 1,5 километра (по прямой) к западу от села Масы, административного центра района. Абсолютная высота — 662 метра над уровнем моря.

## Население
Согласно оценочным данным Национального статистического комитета Кыргызской Республики, численность населения села на начало 2023 года составляла 1833 человека.
| год     | 2009 | 2014 | 2015 | 2020 | 2021 | 2023 |
| ------- | ---- | ---- | ---- | ---- | ---- | ---- |
| человек | 2005 | 796  | 1549 | 1700 | 1753 | 1833 |